# Нимравиды
Нимравиды (лат. Nimravidae, по названию типового рода Nimravus) — вымершее семейство хищных млекопитающих. Несмотря на то, что строением тела нимравиды напоминают саблезубых кошек из рода смилодонов (Smilodon), они не состоят в близком родстве, а их схожесть является результатом конвергентной эволюции.
Ранее к нимравидам также относили барбурофелид, в настоящее время выделенных в отдельное семейство. Нимравиды и настоящие кошачьи происходят от общего предка, жившего во времена расхождения кошкообразных и псообразных в раннем эоцене приблизительно 50 миллионов лет назад (никак не позже, чем 43 миллиона лет назад). Ископаемые остатки нимравид обнаруживаются с позднего эоцена (37 миллионов лет назад) из формации Chadronian White River Carnivora Formation во Флагстафф Рим в Вайоминге до позднего миоцена (5 миллионов лет назад). Расцвет нимравид наблюдается 28 миллионов лет назад, в олигоцене.
Большинство нимравид имело мускулистое, низкорасположенное подобное кошачьему тело (в частности: с короткими лапами и хвостами, типичными для кошек).
Различные авторы помещают различные рода нимравид в трибы, чтобы показать родство между ними. Некоторые нимравиды эволюционировали в «кошек» с большими массивными уплощёнными верхними клыками и защищающими их выступами на нижней челюсти. Зубы других были похожи на зубы неофелид или современных кошек с меньшими клыками. Третьи имели умеренно-увеличенные клыки и занимали промежуточное место между саблезубыми кошками и неофелидами. Их клыки были не только меньше, чем у саблезубых кошек, но и имели более коническую форму. Их относят к псевдосаблезубым кошкам (но можно назвать их кинжалозубыми кошками).
Нимравиды различались не только по строению зубов, но и по размеру и морфологии, также как неофелиды. Некоторые из них были размером с леопарда, другие с современного льва или тигра, также был вид Dinaelurus crassus с короткой мордой, округлыми челюстями и уменьшенными клыками, напоминающий современного гепарда.

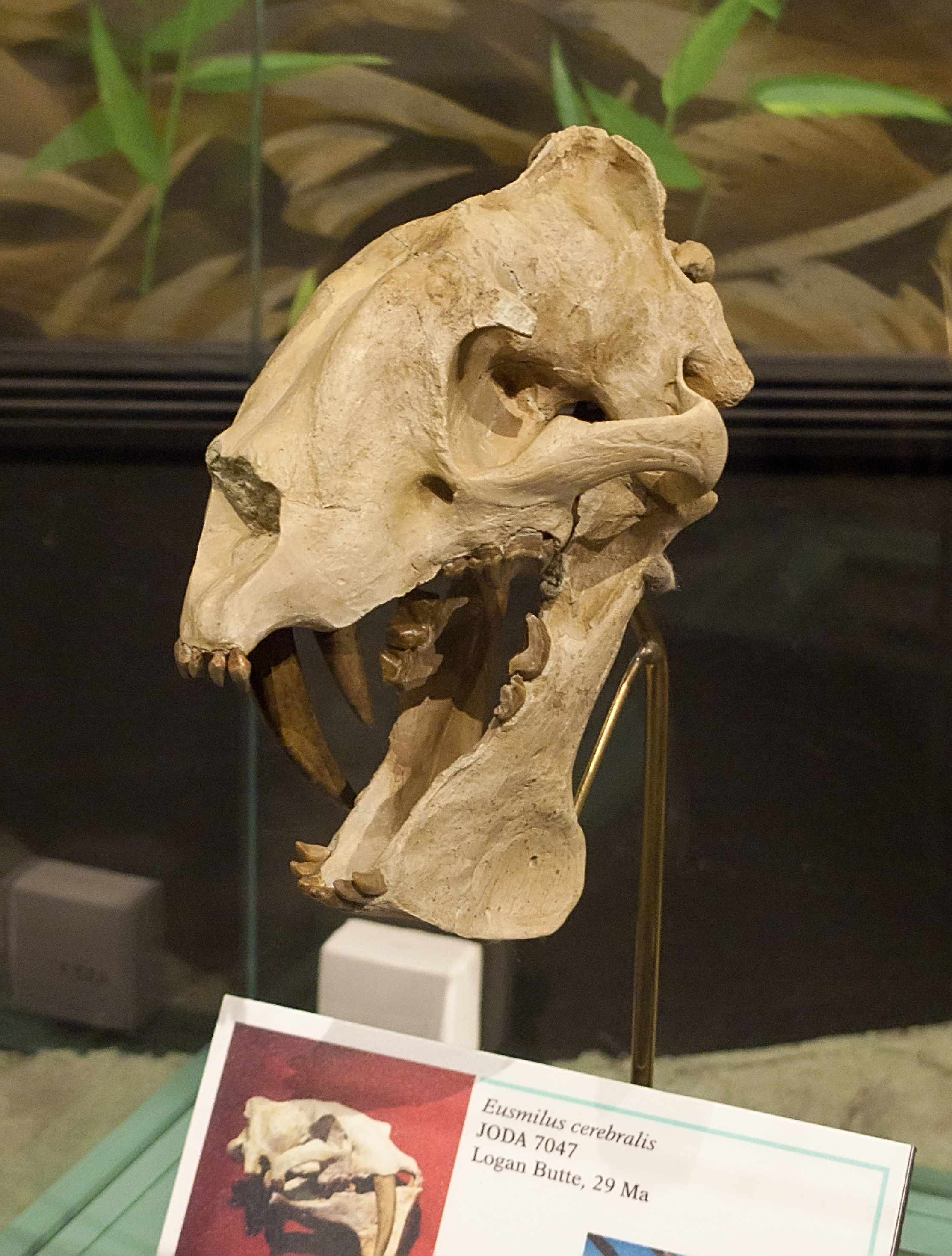
Череп Eusmilus cerebralis

## Классификация
- Семейство: Нимравиды
  - Подсемейство: Нимравины (Nimravinae)
    - Род: Диниктис (Dinictis)
      - Dinictis cyclops
      - Dinictis felina
      - Dinictis priseus
      - Dinictis squalidens

    - Род: Динайлур (Dinaelurus)
      - Dinaelurus crassus

    - Род: Dinailurictis
      - Dinailurictis bonali

    - Род: Eofelis
      - Eofelis edwardsii
      - Eofelis giganteus

    - Род: Nimravus
      - Nimravus altidens
      - Nimravus brachyops
      - Nimravus edwardsi
      - Nimravus gomphodus
      - Nimravus intermedius
      - Nimravus sectator

    - Род: Pogonodon
      - Pogonodon davisi
      - Pogonodon platycopis

    - Род: Quercylurus
      - Quercylurus major

  - Подсемейство: Гоплофонины (Hoplophoninae)
    - Род: Eusmilus
      - Eusmilus bidentatus
      - Eusmilus cerebralis
      - Eusmilus sicarius

    - Род: Гоплофонеус (Hoplophoneus)
      - Hoplophoneus belli
      - Hoplophoneus dakotensis
      - Hoplophoneus occidentalis
      - Hoplophoneus latidens
      - Hoplophoneus mentalis
      - Hoplophoneus primaevus
      - Hoplophoneus robustus